# Stadtbücherei Hückelhoven
Auf etwa 520 m² bietet die Stadtbücherei Hückelhoven rund 28.000 Titel verschiedener Medien für alle Altersgruppen. Den überwiegenden Teil davon machen Bücher, Zeitungen, Zeitschriften und Broschüren aus. Darüber hinaus gibt es auch Musik, Filme, Hörspiele, Sprachkurse, Lernprogramme und Gesellschaftsspiele. Zusätzlich verfügt die Stadtbücherei über öffentliche Internetarbeitsplätze und die Möglichkeit, Fotokopien anzufertigen.
Zum weiteren Angebot zählen Veranstaltungen wie Autorenlesungen, Buchvorstellungen, Theateraufführungen oder Bilderbuchkinos für Kinder und anderes mehr. Nach Terminabsprache werden Bibliothekseinführungen für Kindergartengruppen, Schulklassen aller Altersgruppen und sonstige Interessierte durchgeführt. Darüber hinaus können umfangreichere themenspezifische Medienzusammenstellungen, zum Beispiel für Projektwochen, vorbereitet werden.
Die Anmeldung mit persönlichem Leihausweis sowie alle fristgerechten Entleihungen und die Internetnutzung sind kostenlos.
Über den Web-OPAC der Stadtbücherei Hückelhoven können Benutzer nach Medien suchen, sie verlängern und vorbestellen und ihr Benutzerkonto verwalten.

## Geschichte
Vor der Stadtbücherei gab es die Volksbücherei. Diese nahm am 1. April 1957 in einem Flur der Realschule Ratheim ihre Arbeit auf: mit ehrenamtlichem Personal und einem stolzen Angebot von 322 Büchern. Weitere räumliche Stationen in und um Hückelhoven waren in den folgenden Jahren verschiedene Schulen, ein Saal in einer Gaststätte und ein ehemaliges Rathaus. Im Jahr 1971 löste die örtliche Zeche Sophia-Jacoba ihre Werksbücherei auf und schenkte den Bestand der Volksbücherei, die davon einen großen Teil einarbeiten konnte.
Am 6. Oktober 1987 öffnete die Stadtbücherei Hückelhoven im alten Rathaus der Stadt erstmals ihre Pforten. Dem ging die Entscheidung des Stadtrates voraus, in Hückelhoven eine fachlich geleitete Bibliothek der ersten Stufe zur Deckung des Grundbedarfs und mit Zulassung zum Fernleihverkehr einzurichten. Der Buchbestand umfasste zu diesem Zeitpunkt die etwa 7.500 Bände der bis dahin existierenden Volksbücherei.
Schließlich kam es dann 1992 zu dem zunächst umstrittenen Entschluss, die Stadtbücherei in das Gebäude des Gymnasiums zu verlagern und dort mit der Lehrer- und der Schülerbücherei zu vereinigen. Die Neueröffnung nach dem Umzug fand am 5. Juni 1993 statt, mit einer Auswahl von nun fast 20.000 Titeln auf ungefähr verdoppelter Präsentationsfläche.
Entgegen einigen Befürchtungen und Voraussagen hat sich das Konzept einer Bücherei, sowohl für die Gesamtbevölkerung als auch für die speziellen Belange der Schüler des Gymnasiums und aller anderen Schulen vor Ort, als erfolgreich erwiesen: Die Zahlen an Besuchern, Neuanmeldungen, regelmäßigen Benutzern und Entleihungen sind seit Bestehen jährlich gestiegen.